# Yuki Honda
Yuki Honda (本多 勇喜 Honda Yuki?), född 2 januari 1991 i Aichi prefektur, är en japansk fotbollsspelare.
Honda började sin karriär 2013 i Nagoya Grampus. Han spelade 67 ligamatcher för klubben. 2016 flyttade han till Kyoto Sanga FC.